# Retnje
Retnje este o localitate din comuna Tržič, Slovenia, cu o populație de 278 de locuitori.